# Viña Errázuriz
Viña Errázuriz es una compañía chilena de vinos, fundada en Panquehue, valle de Aconcagua, en 1870, por Maximiano Errázuriz Valdivieso, exsenador de Chile, entre 1873 y 1882. Actualmente la viña está controlada por la familia Chadwick. En 2019 la compañía producía un aproximado de 450.000 cajones de vino por año (4,1 millones de litros), que distribuía a 78 países, siendo sus principales mercados Europa, Estados Unidos y Asia, que constituían el 85% del comercio de su producción vitivinícola.

## Premios y reconocimientos
- Nacionales:
  - Viña del año, en 2008, por la Asociación Vinos de Chile.

- Internacionales:
  - 5.ª marca de vino más admirada del mundo, en 2017 y 2018, según Drink International.[3][4]
  - Incluida entre las 100 mejores bodegas del año, en 2013, 2014, 2015, 2016 y 2018, por la revista Wine & Spirits.[5][6][7][8][9]